# Cam (namn)
Cam är ett könsneutralt förnamn. 61 män har namnet i Sverige och 95 kvinnor. Flest bärare av namnet finns i Skåne där 25 män och 29 kvinnor har namnet.